# Woodway (Teksas)
Woodway je grad u američkoj saveznoj državi Teksas. Prema popisu stanovništva iz 2010. u njemu je živjelo 8.452 stanovnika.